# Acanthochitona quincunx
Acanthochitona quincunx is een keverslakkensoort uit de familie van de Acanthochitonidae. De wetenschappelijke naam van de soort is voor het eerst geldig gepubliceerd in 1981 door Leloup.